# ستيفن جونز (منافس ألعاب قوى)
ستيفن جونز (بالإنجليزية: Stephen Jones)‏ هو منافس ألعاب قوى باربادوسي، ولد في 25 يوليو 1978.

## وصلات خارجية
- ستيفن جونز على موقع الاتحاد الدولي لألعاب القوى (الإنجليزية)
- ستيفن جونز على موقع أوليمبيديا (الإنجليزية)